# Пферрінг
Пферрінг (нім. Pförring) — громада в Німеччині, розташована в землі Баварія. Підпорядковується адміністративному округу Верхня Баварія. Входить до складу району Айхштет. Центр об'єднання громад Пферрінг.
Площа — 43,54 км2. Населення становить 3929 ос. (станом на 31 грудня 2020).